# 日本-琉球语系
日本-琉球语系（英語：Japanese-Ryukyuan languages），或稱日本語系（英語：Japonic languages），是一個語系，包括在日本主要島嶼使用的日語和在琉球群島使用的琉球語。 該語族被語言學家普遍接受，在重建原始語言方面取得了重大進展。重建意味著日本的所有方言和所有琉球方言之間的分裂，可能發生在7世紀之前。 伊豆群島上使用的八丈語也包括在內，但其在該語系中的地位尚不清楚。

## 介绍
大多數學者認為，日本文化是在公元前一千年期間隨彌生文化從朝鮮半島帶到日本列島的。 有一些零碎的證據表明，在公元早期的幾個世紀中，朝鮮半島中部和南部地區可能仍然使用半島日語。
該語系現今有兩個明確的分支：日語和琉球語。大多學者認為，日本語是在公元前 700 至 300 年左右由彌生文化的水稻耕作人群自朝鮮半島帶至九州北部，並傳播到整個日本群島，取代了先前之語言。本州北部的地名以-betsu（來自阿伊努語“河流”）和-nai（來自阿伊努語“溪流”）結尾，證實了阿伊努語一度廣泛分佈。稍後，日本語也向南傳播到琉球群島。零碎的地名證據表明，幾個世紀後，朝鮮半島中部和南部地區仍在使用現已消失的半島日語。

### 日語
日語是當前日本最主要的語言，約有1.26億位使用者。最古老的證明是上古日語，它是在 7 世紀和 8 世紀用漢字記錄的。它與現代日語的不同之處在於具有簡單的 (C)V 音節結構並避免元音序列。該語言還區分了八個元音（或雙元音），其中兩個分別對應於現代的 i、e 和 o。大多文本反映了 8 世紀日本首都奈良周圍地區的語言，但 300 多首詩是用上古日語東部方言寫成的。
在 6 世紀佛教傳入後，該語言經歷了漢語詞彙的大量湧入，並在 8 世紀和 9 世紀隨著中國文化的大量輸入而達到頂峰。外來詞現在約佔全部辭彙的一半。還通過添加複合元音、音節末尾鼻音和雙輔音來影響語言的聲音系統，這些輔音變成了獨立的音拍。反映在現代語言中的詞法和句法的大部分變化發生在日本中古時期晚期（13 至 16 世紀）。
在本州、九州、四國和北海道使用的現代日本大陸方言通常分為以下幾類：
- 東部日語，包括大部分來自名古屋東部的方言，包括現代標準的東京方言。
- 西部日語，包括名古屋以西的大部分方言，包括京都方言。
- 九州方言，包括九州南部鹿兒島縣的鹿兒島方言/薩隅方言。

奈良和京都的早期首都位於西部地區，在 1603 年遷都江戶（今東京）後，他們的關西方言仍然保持著威望和影響。事實上，東京方言具有其他東部方言所沒有的幾個西部特徵。
八丈島和包括青島在內的大東群島所使用的八丈島語具有很大的差異性和多樣性。 它混合了從東部上古日語繼承的保守特徵和現代日語的影響，因此很難分類。八丈語是一種瀕危語言，只有少數老年人使用。

### 琉球語
琉球語最初和傳統上在整個琉球群島使用，琉球群島是日本南部九州島和臺灣島之間的島弧。 由於日語的主流傳播，它們中的大多數被認為是“絕對”或“極度瀕危”。
由於上古日語呈現出一些琉球語所沒有的創新，這兩個分支被推定在 7 世紀之前就已分離。從九州到琉球的遷移可能發生得較晚，可能與 10 世紀和 11 世紀御城農業文化的迅速擴張同時發生。這樣可以解釋從早期中古日語借來的漢語詞彙在原始琉球語中的存在。人群在遷居琉球後，本土日語的影響有限，直到 1609 年薩摩藩征服琉球王國。
琉球變體在日本被認為是日語的方言，但與日語甚至彼此之間幾乎沒有可理解性。它們分為北部和南部組，對應於 250 公里寬的宮古海峽對其關係的物理劃分。
北琉球語群在群島北部使用，包括主要的奄美和沖繩群島。 它們形成單一的方言連續體，相距很遠的變體之間相互無法理解。主要變體從東北到西南依次為：
- 喜界語，使用於喜界島。
- 奄美大島語，在奄美大島的大部分地區使用
- 南奄美大島語，在奄美大島南端的瀨戶內町使用。
- 德之島語，使用於德之島。
- 沖永良部語，使用於沖永良部島。
- 與論語，使用於與論島。
- 國頭語，在沖繩島北部使用，包括今歸仁村和名護市。
- 沖繩語，在沖繩島的中部和南部以及鄰近島嶼使用。 該代表方言在那霸及首里使用。 首里方言是琉球王國的通用語，最早記載於 16 世紀，特別是在《思草紙》中。[4][18]

對變體的分組沒有一致意見。 聯合國教科文組織世界瀕危語言地圖集採納的一項提案分為三個子組，中央的“國頭”分支包括從奄美南部到沖繩北部的變體，基於相似的元音系統和塞音減弱模式。Pellard 建議基於共享創新的二元劃分，奄美組包括從喜界語到與論語的變體，沖繩組包括沖繩語及其西部較小島嶼的變體。
南琉球語系位於南部的先島群島。 它們包括三個不同的方言連續體：
- 宮古語在宮古群島使用，在伊良部和多良間有方言。
- 八重山語在八重山群島（與那國島除外）使用，每個島上都有方言，但主要是石垣島、西表島和竹富島。
- 在與那國島使用的與那國語在語音上截然不同，但在詞彙上更接近其他八重山變體。[14]

13 世紀，南琉球群島由北琉球群島的說日本語的人定居，沒有留下島上土著居民的語言痕跡。

### 日語及其方言列表
- 日語（jpn）
  - 八丈方言
  - 東日本方言
    - 北海道方言
    - 東北方言
      - 北奥羽方言
      - 南奥羽方言

    - 關東方言
      - 東關東方言
      - 西關東方言
      - 東京方言

    - 東海東山方言
      - 長野、山梨、靜岡方言
      - 越後方言
      - 岐阜、愛知方言

  - 西日本方言
    - 北陸方言
    - 近畿方言
    - 四國方言
    - 中國方言
      - 東山陽方言
      - 西中國方言
      - 東山陰方言

    - 雲伯方言

  - 九州方言
    - 豐日方言
    - 肥筑方言
    - 薩隅方言

  - 琉球日語
    - 冲绳日语

### 琉球語及其方言列表
- 琉球語（JPB[]）
  - 奄美－沖繩方言（北琉球方言）（amok[]; JPBA[]）
    - 北部（naok[]; JPBAA[]）
      - 北奄美方言（ryn）
      - 南奄美方言（ams）
      - 喜界島方言（kzg）
      - 德之島方言（tkn）

    - 南部（saok[]; JPBAB[]）
      - 沖永良部島方言（okn）
      - 与論島方言（yox）
      - 國頭方言（xug）
      - 首里－那霸中央方言（ryu）

  - 先島方言（南琉球方言）（saki[]; JPBB[]）
    - 宮古方言（mvi）
      - 宮古次方言
      - 伊良部次方言

    - 八重山方言（rys）
      - 石垣島次方言
      - 西表島次方言
      - 竹富島次方言

    - 与那国方言（yoi）

### 人造語言
《星界的纹章》中所用的人工语言亞維語亦被其作者歸入本語系內。

## 與其他語言和語系關係之理论
- 日琉語系：日琉語系這個概念最早由美國的日本學者萊昂·塞拉芬（英语：Leon Serafim）提出[22]，後來這一概念受到國際語言學者的普遍接受，根據日琉同祖論，日琉語系的所有語言的祖語都是原始日語(Proto-Japonic)[23]。
- 孤立語言：有些日本學者認為琉球語是日語的方言，称之为琉球方言，但大部分语言学家认为日语和琉球语是两个属于同语系但有很大区别的语言，各有各的方言。服部四郎（日语：服部四郎）認為，日語和琉球語分化的時間為大和時代[24]。
- 澳台语系：南岛语与日语也有类似点：元音(母音)有5个，即あ(a)、い(i)、う(u)、え(e)、お(o)，不使用双重元音；单词以元音结束；浊音不同于单词之首等，但日本語與南島語系語言之間缺乏同源词汇。
- 扶餘語系：白桂思提出了扶餘語系的假說，認為高句麗語、百濟語、新羅語、古日語等古代語言可能同源。
- 達羅毗荼-韓-日語系：大野晋（日语：大野晋）認為在朝鮮語和日本語中共有一層達羅毗荼語系詞匯。
- 漢藏語系：西田龍雄認為日語屬於漢藏語系藏緬語族。
- 阿爾泰語系：持阿爾泰超語系假說的人認為日語屬于阿爾泰語系，但該語系已经在主流学术界上被否定[25][26][27][28][29]。不过，仍有少數學者支持存在这个语系[30]。因此是否存在这个语系，学术界直到现在都存在争议。